# كالي خوري
كالي خوري (مواليد 27 نوفمبر 1957) هي سيناريست، منتجة ومخرجة أمريكية، حصلت على جائزة الأوسكار لأفضل سيناريو أصلي عن فيلم ثيلما ولويز.